# Coppa Italia di Serie A2 2018-2019 (pallavolo maschile)
La Coppa Italia di Serie A2 2018-2019 si è svolta dal 16 gennaio al 10 febbraio 2019: al torneo hanno partecipato otto squadre di club italiane e la vittoria finale è andata per la prima volta alla You Energy.

## Regolamento
Le squadre hanno disputato quarti di finale, semifinali e finale.

## Squadre partecipanti
| Squadra           | Qualificazione                                          | Ultima partecipazione              |
| ----------------- | ------------------------------------------------------- | ---------------------------------- |
| Atlantide Brescia | 1ª al girone di andata Serie A2 2018-19 (girone bianco) | Coppa Italia di Serie A2 2016-2017 |
| Volley Catania    | 3ª al girone di andata Serie A2 2018-19 (girone blu)    | Debutto                            |
| Marconi           | 4ª al girone di andata Serie A2 2018-19 (girone bianco) | Coppa Italia di Serie A2 2017-2018 |
| M&G               | 4ª al girone di andata Serie A2 2018-19 (girone blu)    | Coppa Italia di Serie A2 2017-2018 |
| Mondovì           | 2ª al girone di andata Serie A2 2018-19 (girone bianco) | Coppa Italia di Serie A2 2016-2017 |
| Olimpia Bergamo   | 1ª al girone di andata Serie A2 2018-19 (girone blu)    | Coppa Italia di Serie A2 2017-2018 |
| Tricolore         | 3ª al girone di andata Serie A2 2018-19 (girone bianco) | Debutto                            |
| You Energy        | 2ª al girone di andata Serie A2 2018-19 (girone blu)    | Debutto                            |

## Torneo

### Tabellone
|  | Quarti | Quarti            | Quarti |  |     | Semifinali        | Semifinali | Semifinali |  |     | Finale          | Finale     | Finale |
|  |        |                   |        |  |     |                   |            |            |  |     |                 |            |        |
|  | 1bl    | Olimpia Bergamo   | 3      |  |     |                   |            |            |  |     |                 |            |        |
|  | 1bl    | Olimpia Bergamo   | 3      |  |     |                   |            |            |  |     |                 |            |        |
|  | 4bi    | Marconi           | 1      |  |     |                   |            |            |  |     |                 |            |        |
|  | 4bi    | Marconi           | 1      |  | 1bl | Olimpia Bergamo   | 3          |            |  |     |                 |            |        |
|  |        |                   |        |  | 1bl | Olimpia Bergamo   | 3          |            |  |     |                 |            |        |
|  |        |                   |        |  |     | 2bi               | Mondovì    | 1          |  |     |                 |            |        |
|  | 2bi    | Mondovì           | 3      |  |     | 2bi               | Mondovì    | 1          |  |     |                 |            |        |
|  | 2bi    | Mondovì           | 3      |  |     |                   |            |            |  |     |                 |            |        |
|  | 3bl    | Volley Catania    | 0      |  |     |                   |            |            |  |     |                 |            |        |
|  | 3bl    | Volley Catania    | 0      |  |     |                   |            |            |  | 1bl | Olimpia Bergamo | 2          |        |
|  |        |                   |        |  |     |                   |            |            |  | 1bl | Olimpia Bergamo | 2          |        |
|  |        |                   |        |  |     |                   |            |            |  |     | 2bl             | You Energy | 3      |
|  | 1bi    | Atlantide Brescia | 3      |  |     |                   |            |            |  |     | 2bl             | You Energy | 3      |
|  | 1bi    | Atlantide Brescia | 3      |  |     |                   |            |            |  |     |                 |            |        |
|  | 4bl    | M&G               | 1      |  |     |                   |            |            |  |     |                 |            |        |
|  | 4bl    | M&G               | 1      |  | 1bi | Atlantide Brescia | 0          |            |  |     |                 |            |        |
|  |        |                   |        |  | 1bi | Atlantide Brescia | 0          |            |  |     |                 |            |        |
|  |        |                   |        |  |     | 2bl               | You Energy | 3          |  |     |                 |            |        |
|  | 2bl    | You Energy        | 3      |  |     | 2bl               | You Energy | 3          |  |     |                 |            |        |
|  | 2bl    | You Energy        | 3      |  |     |                   |            |            |  |     |                 |            |        |
|  | 3bi    | Tricolore         | 0      |  |     |                   |            |            |  |     |                 |            |        |
|  | 3bi    | Tricolore         | 0      |  |     |                   |            |            |  |     |                 |            |        |

### Risultati

#### Quarti di finale
| 16 gennaio 2019 Centro sportivo San Filippo, Brescia Durata: 1h:32 - Spettatori: 458 | Atlantide Brescia | 3 - 1 | M&G            | 25-22, 25-20, 21-25, 25-13 |
| 16 gennaio 2019 PalaBanca, Piacenza Durata: 1h:22 - Spettatori: 652                  | You Energy        | 3 - 0 | Tricolore      | 25-20, 25-23, 25-21        |
| 16 gennaio 2019 Palazzetto dello sport, Bergamo Durata: 1h:57 - Spettatori: ?        | Olimpia Bergamo   | 3 - 1 | Marconi        | 20-25, 25-21, 25-19, 25-19 |
| 16 gennaio 2019 PalaManera, Mondovì Durata: 1h:16 - Spettatori: ?                    | Mondovì           | 3 - 0 | Volley Catania | 25-17, 25-19, 25-21        |

#### Semifinali
| 23 gennaio 2019 Centro sportivo San Filippo, Brescia Durata: 1h:09 - Spettatori: 1 885 | Atlantide Brescia | 0 - 3 | You Energy | 20-25, 18-25, 15-25        |
| 23 gennaio 2019 Palazzetto dello sport, Bergamo Durata: 1h:48 - Spettatori: ?          | Olimpia Bergamo   | 3 - 1 | Mondovì    | 25-20, 29-27, 18-25, 25-19 |

#### Finale
| 10 febbraio 2019 Unipol Arena, Casalecchio di Reno Durata: 2h:06 - Spettatori: 6 600 | Olimpia Bergamo | 2 - 3 | You Energy | 20-25, 25-22, 25-17, 22-25, 11-15 |